# Thalassaphorura zschokkei
Thalassaphorura zschokkei is een springstaartensoort uit de familie van de Onychiuridae. De wetenschappelijke naam van de soort is voor het eerst geldig gepubliceerd in 1919 door Handschin.